# New Hampton, New Hampshire
New Hampton är en kommun (town) i Belknap County i delstaten New Hampshire, USA med 2 165 invånare (2010).